# Legia Warszawa (piłka nożna) w sezonie 2016/2017
Sezon 2016/2017 był 80. sezonem Legii Warszawa w Ekstraklasie i 100. rokiem w historii klubu.

## Skład
| Imię i nazwisko                | Numer | Kraj               | Pozycje     | Data urodzenia | Poprzedni klub               |
| Bramkarze                      |       |                    |             |                |                              |
| Arkadiusz Malarz               | 1     | Polska             | BR          | 19.06.1980     | GKS Bełchatów                |
| Radosław Majecki               | 30    | Polska             | BR          | 16.11.1999     | KSZO Ostrowiec Świętokrzyski |
| Radosław Cierzniak             | 33    | Polska             | BR          | 24.04.1983     | Wisła Kraków                 |
| Obrońcy                        |       |                    |             |                |                              |
| Michał Pazdan                  | 2     | Polska             | ŚO/DP       | 21.09.1987     | Jagiellonia Białystok        |
| Jakub Czerwiński               | 4     | Polska             | ŚO          | 8.08.1991      | Pogoń Szczecin               |
| Maciej Dąbrowski               | 5     | Polska             | ŚO          | 20.04.1987     | Zagłębie Lubin               |
| Adam Hloušek                   | 14    | Czechy             | LO/ŚO/LP    | 20.12.1988     | VfB Stuttgart                |
| Mateusz Hołownia               | 23    | Polska             | LO          | 06.05.1998     | TOP 54 Biała Podlaska        |
| Jakub Rzeźniczak (kapitan)     | 25    | Polska             | ŚO          | 26.10.1986     | Widzew Łódź                  |
| Łukasz Broź                    | 28    | Polska             | PO/LO       | 17.12.1985     | Widzew Łódź                  |
| Rafał Makowski                 | 48    | Polska             | ŚO/DP       | 5.08.1996      | wychowanek                   |
| Artur Jędrzejczyk              | 55    | Polska             | PO/ŚO/LO    | 4.11.1987      | FK Krasnodar                 |
| Pomocnicy                      |       |                    |             |                |                              |
| Tomasz Jodłowiec               | 3     | Polska             | DP/ŚP       | 8.09.1985      | Śląsk Wrocław                |
| Guilherme                      | 6     | Brazylia           | PP/LO       | 21.05.1991     | Olé Brasil                   |
| Vadis Odjidja-Ofoe             | 8     | Belgia             | ŚP          | 21.02.1989     | Norwich City                 |
| Waleri Kazaiszwili             | 9     | Gruzja             | OP/LP/PP/NA | 29.01.1993     | Vitesse (wypożyczenie)       |
| Michał Kopczyński              | 15    | Polska             | DP          | 15.06.1992     | wychowanek                   |
| Michał Kucharczyk              | 18    | Polska             | LP/PP       | 20.03.1991     | Świt Nowy Dwór Mazowiecki    |
| Dominik Nagy                   | 21    | Węgry              | OP/LP/PP    | 8.05.1991      | Ferencvárosi TC              |
| Kasper Hämäläinen              | 22    | Finlandia          | OP          | 8.08.1986      | Lech Poznań                  |
| Miroslav Radović (wicekapitan) | 32    | Serbia             | OP/NA       | 16.01.1984     | Partizan Belgrad             |
| Bartłomiej Urbański            | 42    | Polska             | DP/ŚP       | 15.05.1998     | Polonia Warszawa             |
| Sebastian Szymański            | 53    | Polska             | LP/PP/ŚP/OP | 10.05.1999     | TOP 54 Biała Podlaska        |
| Thibault Moulin                | 75    | Francja            | ŚP          | 13.01.1990     | Waasland-Beveren             |
| Alban Sulejmani                | 98    | Macedonia Północna | LP/PP       | 14.04.1998     | FK Renowa                    |
| Napastnicy                     |       |                    |             |                |                              |
| Sadam Sulley                   | 12    | Ghana              | NA          | 16.10.1996     | Vision F.C.                  |
| Tomáš Necid                    | 24    | Czechy             | NA          | 13.08.1989     | Bursaspor (wypożyczenie)     |
| Sandro Kulenović               | 26    | Chorwacja          | NA          | 04.12.1999     | Dinamo Zagrzeb               |
| Daniel Chima                   | 27    | Nigeria            | NA          | 4.04.1991      | Shanghai Shenxin             |
| Vamara Sanogo                  | 34    | Francja            | NA          | 22.04.1995     | Zagłębie Sosnowiec           |

## Nowe kontrakty
| Numer | Pozycja | Piłkarz             | Długość kontraktu | Koniec kontraktu | Data                 | Źródło |
| ----- | ------- | ------------------- | ----------------- | ---------------- | -------------------- | ------ |
| 1     | BR      | Arkadiusz Malarz    | 2 lata            | 30 czerwca 2018  | 11 października 2016 | [ 1 ]  |
| 2     | OB      | Michał Pazdan       | 3 lata            | 30 czerwca 2019  | 13 października 2016 | [ 2 ]  |
| 18    | PO      | Michał Kucharczyk   | 3 lata            | 30 czerwca 2019  | 15 października 2016 | [ 3 ]  |
| 53    | PO      | Sebastian Szymański | 3 lata            | 30 czerwca 2019  | 18 listopada 2016    | [ 4 ]  |
|       | PO      | Miłosz Kozak        | 2 lata            | 30 czerwca 2018  | 23 grudnia 2016      | [ 5 ]  |
| 32    | PO      | Miroslav Radović    | 2 lata            | 30 czerwca 2019  | 7 marca 2017         | [ 6 ]  |

## Transfery

### Do klubu
| Data transferu   | Pozycja | Numer | Piłkarz            | Z klubu            | Kwota      | Źródło |
| ---------------- | ------- | ----- | ------------------ | ------------------ | ---------- | ------ |
| 7 czerwca 2016   | NA      | 26    | Sandro Kulenović   | Dinamo Zagrzeb     | 70 tys. €  | [ 7 ]  |
| 7 czerwca 2016   | NA      | 77    | Tin Matić          | Dinamo Zagrzeb     | 70 tys. €  | [ 7 ]  |
| 8 czerwca 2016   | PO      | 98    | Alban Sulejmani    | FK Renowa          |            | [ 8 ]  |
| 16 czerwca 2016  | NA      | 12    | Sadam Sulley       | Vision F.C.        |            | [ 9 ]  |
| 17 czerwca 2016  | PO      | 35    | Konrad Handzlik    | Wisła Kraków       | za darmo   | [ 10 ] |
| 26 czerwca 2016  | PO      | 75    | Thibault Moulin    | Waasland-Beveren   |            | [ 11 ] |
| 26 lipca 2016    | PO      | 7     | Steeven Langil     | Waasland-Beveren   |            | [ 12 ] |
| 5 sierpnia 2016  | PO      | 8     | Vadis Odjidja-Ofoe | Wolny transfer     | za darmo   | [ 13 ] |
| 6 sierpnia 2016  | OB      | 5     | Maciej Dąbrowski   | Zagłębie Lubin     | 300 tys. € | [ 14 ] |
| 31 sierpnia 2016 | PO      | 32    | Miroslav Radović   | Partizan Belgrad   | za darmo   | [ 15 ] |
| 31 sierpnia 2016 | OB      | 4     | Jakub Czerwiński   | Pogoń Szczecin     | 500 tys. € | [ 16 ] |
| 30 grudnia 2016  | OB      | 55    | Artur Jędrzejczyk  | FK Krasnodar       | 1 mln €    | [ 17 ] |
| 6 stycznia 2017  | NA      | 27    | Daniel Chima       | Wolny transfer     | za darmo   | [ 18 ] |
| 7 stycznia 2017  | PO      | 21    | Dominik Nagy       | Ferencvárosi TC    | 500 tys. € | [ 19 ] |
| 21 stycznia 2017 | NA      | 34    | Vamara Sanogo      | Zagłębie Sosnowiec | 250 tys. € | [ 20 ] |

### Wypożyczenia do klubu
| Data wypożyczenia | Pozycja | Numer | Piłkarz            | Z klubu   | Źródło |
| ----------------- | ------- | ----- | ------------------ | --------- | ------ |
| 31 sierpnia 2016  | PO      | 9     | Waleri Kazaiszwili | Vitesse   | [ 21 ] |
| 30 stycznia 2017  | NA      | 24    | Tomáš Necid        | Bursaspor | [ 22 ] |

### Z klubu
| Data transferu   | Pozycja | Numer | Piłkarz                | Do klubu            | Kwota     | Źródło        |
| ---------------- | ------- | ----- | ---------------------- | ------------------- | --------- | ------------- |
| 22 czerwca 2016  | PO      | 7     | Ariel Borysiuk         | Queens Park Rangers | 1,8 mln € | [ 23 ]        |
| 23 czerwca 2016  | NA      | 13    | Arkadiusz Piech        | Apollon Limassol    |           | [ 24 ]        |
| 28 czerwca 2016  | NA      |       | Jakub Arak             | Ruch Chorzów        |           | [ 25 ]        |
| 28 czerwca 2016  | PO      | 76    | Bartłomiej Kalinkowski | GKS Katowice        |           | [ 26 ]        |
| 20 lipca 2016    | PO      | 8     | Ondrej Duda            | Hertha BSC          | 5 mln €   | [ 27 ]        |
| 8 sierpnia 2016  | PO      | 13    | Jakub Kosecki          | SV Sandhausen       |           | [ 28 ]        |
| 31 sierpnia 2016 | OB      | 4     | Igor Lewczuk           | Girondins Bordeaux  | 1 mln €   | [ 29 ]        |
| 31 sierpnia 2016 | OB      | 17    | Tomasz Brzyski         | Cracovia            | za darmo  | [ 30 ] [ 31 ] |
| 5 grudnia 2016   | PO      | 23    | Stojan Vranješ         | rozwiązany kontrakt | za darmo  | [ 32 ]        |
| 20 grudnia 2016  | NA      | 11    | Nemanja Nikolić        | Chicago Fire        | 3 mln €   | [ 33 ]        |
| 4 stycznia 2017  | OB      | 19    | Bartosz Bereszyński    | UC Sampdoria        | 2 mln €   | [ 34 ]        |
| 16 stycznia 2017 | NA      | 99    | Aleksandar Prijović    | PAOK FC             | 2,2 mln € | [ 35 ]        |
| 10 lutego 2017   | PO      | 77    | Michaił Aleksandrow    | Arsienał Tuła       |           | [ 36 ]        |

### Wypożyczenia z klubu
| Data wypożyczenia | Pozycja | Numer | Piłkarz           | Do klubu           | Źródło |
| ----------------- | ------- | ----- | ----------------- | ------------------ | ------ |
| 11 lipca 2016     | PO      | 16    | Michał Masłowski  | Piast Gliwice      | [ 37 ] |
| 13 lipca 2016     | NA      |       | Tin Matić         | Zagłębie Sosnowiec | [ 38 ] |
| 13 lipca 2016     | BR      | 29    | Jakub Szumski     | Zagłębie Sosnowiec | [ 38 ] |
| 13 lipca 2016     | PO      | 32    | Konrad Handzlik   | Zagłębie Sosnowiec | [ 38 ] |
| 13 lipca 2016     | PO      |       | Alban Sulejmani   | Pogoń Siedlce      | [ 38 ] |
| 12 sierpnia 2016  | PO      | 47    | Rafał Makowski    | Pogoń Siedlce      | [ 39 ] |
| 31 sierpnia 2016  | NA      | 20    | Jarosław Niezgoda | Ruch Chorzów       | [ 40 ] |
| 23 stycznia 2017  | PO      | 57    | Konrad Michalak   | Zagłębie Sosnowiec | [ 41 ] |
| 24 stycznia 2017  | PO      | 7     | Steeven Langil    | Waasland-Beveren   | [ 42 ] |
| 27 stycznia 2017  | OB      | 52    | Mateusz Wieteska  | Chrobry Głogów     | [ 43 ] |
| 2 lutego 2017     | NA      | 45    | Adam Ryczkowski   | Wigry Suwałki      | [ 44 ] |

## Rozgrywki

### Mecze towarzyskie
| 16 czerwca 2016 | Legia Warszawa | 0:1   | AEK Larnaka |                                                                       |
| 16:00           |                | (0:1) | 26' Alves   | Stadion Wojska Polskiego, Warszawa Sędzia: Jarosław Chmiel (Warszawa) |

| 23 czerwca 2016 | Legia Warszawa               | 1:1   | Dinamo Tbilisi |                                                  |
| 17:30           | Kucharczyk 66'               | (0:0) | 58' Cincadze   | Sportplatz Neustift, Kampl Sędzia: Gregor Danler |
| 17:30           | Lewczuk 57' · Kopczyński 85' | (0:0) |                | Sportplatz Neustift, Kampl Sędzia: Gregor Danler |

| 28 czerwca 2016 | Legia Warszawa                                                     | 5:1   | SC Schwaz |                                                             |
| 19:00           | Aleksandrow 3', 34' · Kulenović 28' · Niezgoda 44' · Guilherme 88' | (4:0) | 61' Huber | Silberstadt-Arena, Schwaz Widzów: 150 Sędzia: Michael Egger |

| 2 lipca 2016 | Legia Warszawa | 0:1   | CSKA Sofia  |                                                 |
| 18:00        |                | (0:1) | 13' Arsénio | Stadion Jenbach, Jenbach Sędzia: Walter Altmann |
| 18:00        | Lewczuk 55'    | (0:1) | 72' Witanow | Stadion Jenbach, Jenbach Sędzia: Walter Altmann |

| 10 listopada 2016 | Pogoń Siedlce            | 1:4   | Legia Warszawa                                                        |                                                                          |
| 17:00             | Tomasiewicz 31'          | (1:1) | 19' Hämäläinen · 46' Prijović · 49' (sam.) Lewandowski · 90+1' Langil | Stadion ROSRRiT, Siedlce Widzów: 3000 Sędzia: Kamil Baranowski (Siedlce) |
| 17:00             | Chyła 30' · Krawczyk 69' | (1:1) | 65' Prijović                                                          | Stadion ROSRRiT, Siedlce Widzów: 3000 Sędzia: Kamil Baranowski (Siedlce) |

| 17 stycznia 2017 | Legia Warszawa    | 1:2   | Arminia Bielefeld       |                                            |
|                  | Salger 36' (sam.) | (1:2) | 37' Nöthe · 43' Hemlein | Estadio Municipal Guillermo Amor, Benidorm |
| Nagy 90+2'       |                   | (1:2) |                         | Estadio Municipal Guillermo Amor, Benidorm |

| 20 stycznia 2017 | Legia Warszawa | 0:0   | Grasshopper Club Zurych |                                            |
|                  |                | (0:0) |                         | Estadio Municipal Guillermo Amor, Benidorm |
| Chukwu           | Olsen          | (0:0) |                         | Estadio Municipal Guillermo Amor, Benidorm |

| 25 stycznia 2017 | Legia Warszawa | 0:0   | Ulsan Hyundai |                                                                   |
| 18:00            |                | (0:0) |               | La Manga Club Football Centre, La Manga Sędzia: Ola Hobber Nilsen |

| 28 stycznia 2017 | Legia Warszawa | 0:2   | Zenit Petersburg |                                                          |
| 18:00            |                | (0:2) | 27', 36' Kokorin | Pinatar Arena, San Pedro del Pinatar Sędzia: Tore Hansen |
| 18:00            | Dąbrowski 44'  | (0:2) | 57' Criscito     | Pinatar Arena, San Pedro del Pinatar Sędzia: Tore Hansen |

| 3 lutego 2017 | Legia Warszawa               | 1:0   | Daejeon Citizen |                                                                  |
| 15:00         | 11' Kucharczyk               | (1:0) |                 | La Manga Club Football Centre, La Manga Sędzia: Tom Harald Hagen |
| 15:00         | Kulenović 64', Machowski 72' | (1:0) |                 | La Manga Club Football Centre, La Manga Sędzia: Tom Harald Hagen |

| 3 lutego 2017 | Legia Warszawa                         | 1:1   | FC Nordsjælland |                                                                   |
| 18:00         | 71' Hloušek                            | (0:0) | 53' Rasmussen   | La Manga Club Football Centre, La Manga Sędzia: Svein Oddvar Moen |
| 18:00         | Pazdan 60', Hloušek 65', Jodłowiec 76' | (0:0) |                 | La Manga Club Football Centre, La Manga Sędzia: Svein Oddvar Moen |

| 25 marca 2017 | Zagłębie Sosnowiec | 1:2   | Legia Warszawa           |                                                                    |
| 11:00         | Fidziukiewicz 9'   | (1:1) | 8' Kucharczyk · 47' Nagy | Stadion Ludowy, Sosnowiec Widzów: 2000 Sędzia: Piotr Lasyk (Bytom) |

### Superpuchar Polski
| 7 lipca 2016 | Legia Warszawa                          | 1:4   | Lech Poznań                                              |                                                                                       |
| 17:30        | Guilherme 36'                           | (1:1) | 22' Makuszewski · 65' L. Nielsen · 90+1', 90+3' Formella | Stadion Wojska Polskiego, Warszawa Widzów: 15 000 Sędzia: Krzysztof Jakubik (Siedlce) |
| 17:30        | Guilherme 28' · Broź 36' · Makowski 58' | (1:1) | 41' N. Nielsen · 50' Trałka · 57' Gajos                  | Stadion Wojska Polskiego, Warszawa Widzów: 15 000 Sędzia: Krzysztof Jakubik (Siedlce) |

### Ekstraklasa

#### Runda zasadnicza

##### Kolejność w tabeli
| Lp. | Drużyna               | M  | Z  | R | P  | B+ | B- | +/– | Pkt | Kwalifikacja lub spadek |
| --- | --------------------- | -- | -- | - | -- | -- | -- | --- | --- | ----------------------- |
| 1   | Jagiellonia Białystok | 30 | 18 | 5 | 7  | 56 | 31 | +25 | 59  | Wejście do grupy A      |
| 2   | Legia Warszawa        | 30 | 17 | 7 | 6  | 58 | 30 | +28 | 58  | Wejście do grupy A      |
| 3   | Lech Poznań           | 30 | 16 | 7 | 7  | 50 | 22 | +28 | 55  | Wejście do grupy A      |
| 4   | Lechia Gdańsk         | 30 | 16 | 5 | 9  | 46 | 37 | +9  | 53  | Wejście do grupy A      |
| 5   | Wisła Kraków          | 30 | 13 | 5 | 12 | 45 | 46 | −1  | 44  | Wejście do grupy A      |

##### Mecze
| 116 lipca 2016 | Legia Warszawa             | 1:1   | Jagiellonia Białystok  |                                                                                    |
| 20:30          | Aleksandrow 45'            | (1:0) | 56' Černych            | Stadion Wojska Polskiego, Warszawa Widzów: 13 654 Sędzia: Szymon Marciniak (Płock) |
| 20:30          | Duda 84' · Aleksandrow 86' | (1:0) | 62' Górski · 82' Grzyb | Stadion Wojska Polskiego, Warszawa Widzów: 13 654 Sędzia: Szymon Marciniak (Płock) |

| 223 lipca 2016 | Legia Warszawa  | 0:0   | Śląsk Wrocław |                                                                                        |
| 20:30          |                 | (0:0) |               | Stadion Wojska Polskiego, Warszawa Widzów: 12 179 Sędzia: Jarosław Przybył (Kluczbork) |
| 20:30          | Bereszyński 89' | (0:0) | 14' Kokoszka  | Stadion Wojska Polskiego, Warszawa Widzów: 12 179 Sędzia: Jarosław Przybył (Kluczbork) |

| 330 lipca 2016 | Wisła Płock              | 2:3   | Legia Warszawa                              |                                                                                     |
| 20:30          | Božić 2' · Szymiński 10' | (2:2) | 17' Prijović · 41' Kucharczyk · 58' Lewczuk | Stadion im. Kazimierza Górskiego, Płock Widzów: 9679 Sędzia: Tomasz Musiał (Kraków) |
| 20:30          | 45' Kosecki              | (2:2) |                                             | Stadion im. Kazimierza Górskiego, Płock Widzów: 9679 Sędzia: Tomasz Musiał (Kraków) |

| 47 sierpnia 2016 | Legia Warszawa         | 0:0   | Piast Gliwice |                                                                              |
| 18:00            |                        | (0:0) |               | Stadion Wojska Polskiego, Warszawa Widzów: 18 382 Sędzia: Paweł Gil (Lublin) |
| 18:00            | 69' Mokwa · 85' Sedlar | (0:0) |               | Stadion Wojska Polskiego, Warszawa Widzów: 18 382 Sędzia: Paweł Gil (Lublin) |

| 513 sierpnia 2016 | Górnik Łęczna                         | 1:0   | Legia Warszawa |                                                                       |
| 18:00             | Ubiparip 80'                          | (0:0) |                | Arena Lublin, Lublin Widzów: 9248 Sędzia: Krzysztof Jakubik (Siedlce) |
| 18:00             | 24' Broź · 73' Hloušek · 90+2' Moulin | (0:0) |                | Arena Lublin, Lublin Widzów: 9248 Sędzia: Krzysztof Jakubik (Siedlce) |

| 620 sierpnia 2016 | Legia Warszawa | 1:3   | Arka Gdynia                             |                                                                                         |
| 20:30             | Hämäläinen 62' | (0:2) | 6' Marcus Vinicius · 19', 58' Marciniak | Stadion Wojska Polskiego, Warszawa Widzów: 16 529 Sędzia: Mariusz Złotek (Stalowa Wola) |
| 20:30             | Kopczyński 67' | (0:2) |                                         | Stadion Wojska Polskiego, Warszawa Widzów: 16 529 Sędzia: Mariusz Złotek (Stalowa Wola) |

| 728 sierpnia 2016 | Ruch Chorzów                           | 0:2   | Legia Warszawa                     |                                                                          |
| 18:00             |                                        | (0:1) | 39' Nikolić · 76' (sam.) Grodzicki | Stadion Ruchu, Chorzów Widzów: 9000 Sędzia: Daniel Stefański (Bydgoszcz) |
| 18:00             | Oleksy 57' · Ćwielong 69' · Moneta 89' | (0:1) | 24' Bereszyński · 49' Lewczuk      | Stadion Ruchu, Chorzów Widzów: 9000 Sędzia: Daniel Stefański (Bydgoszcz) |

| 810 września 2016 | Bruk-Bet Termalica Nieciecza           | 2:1   | Legia Warszawa             |                                                                                 |
| 20:30             | Jovanović 20' (k.) · Kędziora 84' (k.) | (1:0) | 90+3' Nikolić              | Stadion Nieciecza KS, Nieciecza Widzów: 4595 Sędzia: Bartosz Frankowski (Toruń) |
| 20:30             | Pleva 67'                              | (1:0) | 23' Guilherme · 84' Malarz | Stadion Nieciecza KS, Nieciecza Widzów: 4595 Sędzia: Bartosz Frankowski (Toruń) |

| 918 września 2016 | Legia Warszawa                                                                  | 2:3   | Zagłębie Lubin                                      |                                                                                  |
| 18:00             | Czerwiński 49' · Langil 57'                                                     | (0:2) | 17' Jach · 35' (k.) Janus · 71' (sam.) Pazdan       | Stadion Wojska Polskiego, Warszawa Widzów: 14 216 Sędzia: Tomasz Musiał (Kraków) |
| 18:00             | Guilherme 13' · Pazdan 35' · Radović 38' · Odjidja-Ofoe 88' · Bereszyński 90+2' | (0:2) | 26' Kubicki · 30' Janus · 42' Guldan · 88' Jagiełło | Stadion Wojska Polskiego, Warszawa Widzów: 14 216 Sędzia: Tomasz Musiał (Kraków) |

| 1023 września 2016 | Wisła Kraków                        | 0:0   | Legia Warszawa                                         |                                                                                       |
| 20:30              |                                     | (0:0) |                                                        | Stadion Miejski im. Henryka Reymana, Kraków Widzów: 19 477 Sędzia: Paweł Gil (Lublin) |
| 20:30              | Popović 19' · Jović 86' · Mójta 89' | (0:0) | 19' Pazdan · 61' Guilherme · 76' Czerwiński · 81' Broź | Stadion Miejski im. Henryka Reymana, Kraków Widzów: 19 477 Sędzia: Paweł Gil (Lublin) |

| 111 października 2016 | Legia Warszawa                                 | 3:0   | Lechia Gdańsk           |                                                                                    |
| 20:30                 | Guilherme 49', 58' · Nikolić 70'               | (0:0) |                         | Stadion Wojska Polskiego, Warszawa Widzów: 18 929 Sędzia: Szymon Marciniak (Płock) |
| 20:30                 | Radović 32', 89' · Hloušek 45+1' · Nikolić 70' | (0:0) | 42' Peszko · 60' Maloča | Stadion Wojska Polskiego, Warszawa Widzów: 18 929 Sędzia: Szymon Marciniak (Płock) |

| 1214 października 2016 | Pogoń Szczecin                        | 3:2   | Legia Warszawa                   | |
| 20:30                  | Frączczak 7', 40' (k.) · Murawski 72' | (2:1) | 24', 74' Radović                 | Stadion Miejski im. Floriana Krygiera, Szczecin Widzów: 9328 Sędzia: Mariusz Złotek (Stalowa Wola) |
| 20:30                  | Râpă 64' · Frączczak 71'              | (2:1) | 31' Bereszyński · 88' Rzeźniczak | Stadion Miejski im. Floriana Krygiera, Szczecin Widzów: 9328 Sędzia: Mariusz Złotek (Stalowa Wola) |

| 1322 października 2016 | Legia Warszawa                              | 2:1   | Lech Poznań                                     |                                                                                    |
| 20:30                  | Nikolić 64' · Hämäläinen 90+4'              | (0:0) | 90' (k.) Robak                                  | Stadion Wojska Polskiego, Warszawa Widzów: 28 842 Sędzia: Szymon Marciniak (Płock) |
| 20:30                  | Rzeźniczak 43' · Nikolić 66' · Malarz 90+4' | (0:0) | 75' Makuszewski · 90+2' Kownacki · 90+4' Burić* | Stadion Wojska Polskiego, Warszawa Widzów: 28 842 Sędzia: Szymon Marciniak (Płock) |

*Jasmin Burić otrzymał czerwoną kartkę będąc zawodnikiem rezerwowym gości.
| 1428 października 2016 | Korona Kielce                                             | 2:4   | Legia Warszawa                                                   |                                                                     |
| 20:30                  | Palanca 8' (k.) · Grzelak 12'                             | (2:1) | 29' Guilherme · 57' Nikolić · 61' (sam.) Rymaniak · 83' Prijović | Kolporter Arena, Kielce Widzów: 8477 Sędzia: Tomasz Musiał (Kraków) |
| 20:30                  | Dejmek 23' · Palanca 36', 49' · Cebula 89' · Kallaste 90' | (2:1) | 53', 70' Pazdan                                                  | Kolporter Arena, Kielce Widzów: 8477 Sędzia: Tomasz Musiał (Kraków) |

| 156 listopada 2016 | Legia Warszawa              | 2:0   | Cracovia                |                                                                                         |
| 18:00              | Nikolić 43' · Radović 90+2' | (1:0) |                         | Stadion Wojska Polskiego, Warszawa Widzów: 24 342 Sędzia: Mariusz Złotek (Stalowa Wola) |
| 18:00              | Czerwiński 70'              | (1:0) | 26' Brzyski · 65' Deleu | Stadion Wojska Polskiego, Warszawa Widzów: 24 342 Sędzia: Mariusz Złotek (Stalowa Wola) |

| 1618 listopada 2016 | Jagiellonia Białystok         | 1:4   | Legia Warszawa                                                       |                                                                              |
| 20:30               | Romanczuk 90+3'               | (0:1) | 39' Guilherme · 62' Odjidja-Ofoe · 90+1' Prijović · 90+4' Kucharczyk | Stadion Miejski, Białystok Widzów: 18 765 Sędzia: Bartosz Frankowski (Toruń) |
| 20:30               | Góralski 37' · Mystkowski 81' | (0:1) | 3' Kopczyński                                                        | Stadion Miejski, Białystok Widzów: 18 765 Sędzia: Bartosz Frankowski (Toruń) |

| 1727 listopada 2016 | Śląsk Wrocław                                | 0:4   | Legia Warszawa                                      |                                                                              |
| 18:00               |                                              | (0:4) | 1' Radović · 5' (sam.) Gonçalves · 7', 44' Prijović | Stadion Wrocław, Wrocław Widzów: 22 004 Sędzia: Daniel Stefański (Bydgoszcz) |
| 18:00               | Augusto 79' · Grajciar 82' · Gonçalves 90+4' | (0:4) | 43' Guilherme · 45+2' Radović                       | Stadion Wrocław, Wrocław Widzów: 22 004 Sędzia: Daniel Stefański (Bydgoszcz) |

| 182 grudnia 2016 | Legia Warszawa               | 2:2   | Wisła Płock                  |                                                                                        |
| 20:30            | Nikolić 10' · Hämäläinen 56' | (1:0) | 63' Furman · 78' Sylwestrzak | Stadion Wojska Polskiego, Warszawa Widzów: 21 821 Sędzia: Jarosław Przybył (Kluczbork) |
| 20:30            | Broź 55'                     | (1:0) | 12' Stefańczyk               | Stadion Wojska Polskiego, Warszawa Widzów: 21 821 Sędzia: Jarosław Przybył (Kluczbork) |

| 1911 grudnia 2016 | Piast Gliwice         | 1:5   | Legia Warszawa                                           |                                                                             |
| 18:00             | Sapała 90+2'          | (0:2) | 32', 73' Radović · 45+1', 79' Nikolić · 81' Odjidja-Ofoe | Stadion Miejski, Gliwice Widzów: 8219 Sędzia: Mariusz Złotek (Stalowa Wola) |
| 18:00             | Korun 23' · Živec 42' | (0:2) | 7' Broź                                                  | Stadion Miejski, Gliwice Widzów: 8219 Sędzia: Mariusz Złotek (Stalowa Wola) |

| 2018 grudnia 2016 | Legia Warszawa                                        | 5:0   | Górnik Łęczna |                                                                                        |
| 18:00             | Nikolić 5', 58', 76' · Radović 20' · Hämäläinen 90+2' | (2:0) |               | Stadion Wojska Polskiego, Warszawa Widzów: 21 901 Sędzia: Daniel Stefański (Bydgoszcz) |
| 18:00             | Kopczyński 32' · Radović 36'                          | (2:0) | 48' Leândro   | Stadion Wojska Polskiego, Warszawa Widzów: 21 901 Sędzia: Daniel Stefański (Bydgoszcz) |

| 2111 lutego 2016 | Arka Gdynia                  | 0:1   | Legia Warszawa |                                                                     |
| 20:30            |                              | (0:1) | 39' Jodłowiec  | Stadion Miejski, Gdynia Widzów: 9154 Sędzia: Tomasz Musiał (Kraków) |
| 20:30            | Marcjanik 21' · Hofbauer 76' | (0:1) | 90' Guilherme  | Stadion Miejski, Gdynia Widzów: 9154 Sędzia: Tomasz Musiał (Kraków) |

| 2219 lutego 2017 | Legia Warszawa                     | 1:3   | Ruch Chorzów                              |                                                                                        |
| 18:00            | Radović 84'                        | (0:2) | 14' Lipski · 42' Urbańczyk · 51' Niezgoda | Stadion Wojska Polskiego, Warszawa Widzów: 17 409 Sędzia: Daniel Stefański (Bydgoszcz) |
| 18:00            | Odjidja-Ofoe 57' · Jędrzejczyk 77' | (0:2) | 70' Hrdlička · 76' Pazio                  | Stadion Wojska Polskiego, Warszawa Widzów: 17 409 Sędzia: Daniel Stefański (Bydgoszcz) |

| 2326 lutego 2017 | Legia Warszawa | 1:1   | Bruk-Bet Termalica Nieciecza |                                                                                         |
| 18:00            | Radović 37'    | (1:1) | 22' Štefánik                 | Stadion Wojska Polskiego, Warszawa Widzów: 14 163 Sędzia: Mariusz Złotek (Stalowa Wola) |

| 243 marca 2017 | Zagłębie Lubin                             | 1:3   | Legia Warszawa                             |                                                                             |
| 20:30          | Woźniak 56'                                | (0:1) | 36' Moulin · 82' Dąbrowski · 88' Szymański | Stadion Zagłębia, Lubin Widzów: 10 892 Sędzia: Jarosław Przybył (Kluczbork) |
| 20:30          | Janoszka 73' · Nešpor 84' · Todorowski 89' | (0:1) | 59' Guilherme · 71' Hloušek                | Stadion Zagłębia, Lubin Widzów: 10 892 Sędzia: Jarosław Przybył (Kluczbork) |

| 2512 marca 2017 | Legia Warszawa  | 1:0   | Wisła Kraków                |                                                                              |
| 18:00           | Radović 11'     | (1:0) |                             | Stadion Wojska Polskiego, Warszawa Widzów: 26 870 Sędzia: Paweł Gil (Lublin) |
| 18:00           | Jędrzejczyk 62' | (1:0) | 23'* González · 27' Małecki | Stadion Wojska Polskiego, Warszawa Widzów: 26 870 Sędzia: Paweł Gil (Lublin) |

* 15 marca 2017 Komisja Ligi anulowała żółtą kartkę dla Ivána Gonzáleza.
| 2619 marca 2017 | Lechia Gdańsk                               | 1:2   | Legia Warszawa                |                                                                                   |
| 18:00           | Maloča 48'                                  | (0:0) | 58', 87' Kucharczyk           | Stadion Energa Gdańsk, Gdańsk Widzów: 37 220 Sędzia: Daniel Stefański (Bydgoszcz) |
| 18:00           | Wojtkowiak 21' · Janicki 53' · Sławczew 79' | (0:0) | 27' Dąbrowski · 56' Guilherme | Stadion Energa Gdańsk, Gdańsk Widzów: 37 220 Sędzia: Daniel Stefański (Bydgoszcz) |

| 271 kwietnia 2017 | Legia Warszawa                    | 2:0   | Pogoń Szczecin |                                                                            |
| 20:30             | Kucharczyk 63' · Odjidja-Ofoe 77' | (0:0) |                | Stadion Wojska Polskiego, Warszawa Widzów: 22 210 Sędzia: Adrien Jaccottet |
| 20:30             | Jędrzejczyk 70'                   | (0:0) |                | Stadion Wojska Polskiego, Warszawa Widzów: 22 210 Sędzia: Adrien Jaccottet |

| 289 kwietnia 2017 | Lech Poznań  | 1:2   | Legia Warszawa                                                 |                                                                           |
| 18:00             | Kędziora 82' | (0:1) | 87' Dąbrowski · 90+4' Hämäläinen                               | INEA Stadion, Poznań Widzów: 41 026 Sędzia: Daniel Stefański (Bydgoszcz)* |
| 18:00             | Trałka 84'   | (0:1) | 26' Guilherme · 41' Pazdan · 75' Kopczyński · 87' Odjidja-Ofoe | INEA Stadion, Poznań Widzów: 41 026 Sędzia: Daniel Stefański (Bydgoszcz)* |

*Pierwotnie sędzią tego meczu miał być Mariusz Złotek (Stalowa Wola), jednak powodem absencji arbitra była kontuzja.
| 2917 kwietnia 2017 | Legia Warszawa                | 0:0   | Korona Kielce                                               |                                                                                      |
| 15:30              |                               | (0:0) |                                                             | Stadion Wojska Polskiego, Warszawa Widzów: 17 962 Sędzia: Bartosz Frankowski (Toruń) |
| 15:30              | Moulin 53' · Odjidja-Ofoe 67' | (0:0) | 45+4' Pilipczuk · 70' Dejmek · 75' Żubrowski · 83' Rymaniak | Stadion Wojska Polskiego, Warszawa Widzów: 17 962 Sędzia: Bartosz Frankowski (Toruń) |

| 3022 kwietnia 2017 | Cracovia                 | 1:2   | Legia Warszawa       |                                                                              |
| 18:00              | D. Dąbrowski 44' (k.)    | (1:1) | 18' Nagy · 49' Necid | Stadion Cracovii, Kraków Widzów: 12 438 Sędzia: Jarosław Przybył (Kluczbork) |
| 18:00              | Polczak 23' · Kanach 54' | (1:1) | 86' Hämäläinen       | Stadion Cracovii, Kraków Widzów: 12 438 Sędzia: Jarosław Przybył (Kluczbork) |

#### Runda finałowa

##### Kolejność w tabeli
| Lp. | Drużyna                      | M  | Z  | R  | P  | B+ | B- | +/– | Pkt | Kwalifikacja                                             |
| --- | ---------------------------- | -- | -- | -- | -- | -- | -- | --- | --- | -------------------------------------------------------- |
| 1   | Legia Warszawa (M)           | 37 | 21 | 10 | 6  | 70 | 31 | +39 | 44  | Liga Mistrzów UEFA (2017/2018) • II runda kwalifikacyjna |
| 2   | Jagiellonia Białystok (A)    | 37 | 21 | 8  | 8  | 64 | 39 | +25 | 42  | Liga Europy UEFA (2017/2018) • I runda kwalifikacyjna    |
| 3   | Lech Poznań (A)              | 37 | 20 | 9  | 8  | 62 | 29 | +33 | 42  | Liga Europy UEFA (2017/2018) • I runda kwalifikacyjna    |
| 4   | Lechia Gdańsk                | 37 | 20 | 8  | 9  | 57 | 37 | +20 | 42  |                                                          |
| 5   | Korona Kielce                | 37 | 14 | 5  | 18 | 47 | 65 | −18 | 28  |                                                          |
| 6   | Wisła Kraków                 | 37 | 14 | 6  | 17 | 54 | 57 | −3  | 26  |                                                          |
| 7   | Pogoń Szczecin               | 37 | 11 | 13 | 13 | 51 | 54 | −3  | 25  |                                                          |
| 8   | Bruk-Bet Termalica Nieciecza | 37 | 13 | 7  | 17 | 35 | 55 | −20 | 25  |                                                          |

1. 1 2 3  Runda zasadnicza: Jagiellonia – 59 pkt, Lech – 55 pkt, Lechia – 53 pkt
2. 1 2  Runda zasadnicza: Pogoń – 42 pkt, Bruk-Bet 42 pkt (Mecze bezpośrednie: Pogoń 5-0 Bruk-Bet, Bruk-Bet 2-0 Pogoń)

##### Mecze
| 3130 kwietnia 2017 | Legia Warszawa  | 1:1   | Wisła Kraków   |                                                                                        |
| 18:00              | Jędrzejczyk 75' | (0:0) | 58' (k.) Brlek | Stadion Wojska Polskiego, Warszawa Widzów: 22 239 Sędzia: Daniel Stefański (Bydgoszcz) |
| 18:00              | Moulin 49'      | (0:0) |                | Stadion Wojska Polskiego, Warszawa Widzów: 22 239 Sędzia: Daniel Stefański (Bydgoszcz) |

| 327 maja 2017 | Pogoń Szczecin | 0:2   | Legia Warszawa           |                                                                                       |
| 18:00         |                | (0:0) | 49' Nagy · 68' Moulin    | Stadion im. Floriana Krygiera, Szczecin Widzów: 9876 Sędzia: Szymon Marciniak (Płock) |
| 18:00         | Fojut 67'      | (0:0) | 60' Radović · 88' Moulin | Stadion im. Floriana Krygiera, Szczecin Widzów: 9876 Sędzia: Szymon Marciniak (Płock) |

| 3314 maja 2017 | Legia Warszawa                                                                     | 6:0   | Bruk-Bet Termalica Nieciecza |                                                                                  |
| 18:00          | Hämäläinen 5', 74' · Radović 28' · Nagy 52' · Guilherme 55' (k.) · Kazaiszwili 88' | (2:0) |                              | Stadion Wojska Polskiego, Warszawa Widzów: 19 765 Sędzia: Tomasz Musiał (Kraków) |
| 18:00          | 44' Jovanović · 90' Osyra                                                          | (2:0) |                              | Stadion Wojska Polskiego, Warszawa Widzów: 19 765 Sędzia: Tomasz Musiał (Kraków) |

| 3417 maja 2017 | Legia Warszawa                                 | 2:0   | Lech Poznań             |                                                                                        |
| 20:30          | Odjidja-Ofoe 7' · Kucharczyk 83'               | (1:0) |                         | Stadion Wojska Polskiego, Warszawa Widzów: 28 820 Sędzia: Daniel Stefański (Bydgoszcz) |
| 20:30          | Guilherme 20' · Radović 23' · Odjidja-Ofoe 72' | (1:0) | 29' Trałka · 77' Tetteh | Stadion Wojska Polskiego, Warszawa Widzów: 28 820 Sędzia: Daniel Stefański (Bydgoszcz) |

| 3521 maja 2017 | Jagiellonia Białystok                   | 0:0   | Legia Warszawa                                       |                                                                              |
| 18:00          |                                         | (0:0) |                                                      | Stadion Miejski, Białystok Widzów: 22 394 Sędzia: Bartosz Frankowski (Toruń) |
| 18:00          | Burliga 35' · Romanczuk 41' · Runje 89' | (0:0) | 35' Moulin · 59', 88' Odjidja-Ofoe · 74' Jędrzejczyk | Stadion Miejski, Białystok Widzów: 22 394 Sędzia: Bartosz Frankowski (Toruń) |

| 3628 maja 2017 | Korona Kielce                                                                                  | 0:1   | Legia Warszawa                     |                                                                             |
| 18:00          |                                                                                                | (0:1) | 35' Nagy                           | Kolporter Arena, Kielce Widzów: 15 000 Sędzia: Jarosław Przybył (Kluczbork) |
| 18:00          | Grzelak 27' · Kwiecień 29' · Rymaniak 50' · Mrozik 84' · Kiełb 86' · Borjan 90' · Abalo 90+5'* | (0:1) | 11' Broź · 40' Nagy · 90+3' Malarz | Kolporter Arena, Kielce Widzów: 15 000 Sędzia: Jarosław Przybył (Kluczbork) |

*Daniel Abalo otrzymał żółtą kartkę będąc zawodnikiem rezerwowym gospodarzy.
| 374 czerwca 2017 | Legia Warszawa           | 0:0   | Lechia Gdańsk                                         |                                                                                      |
| 18:00            |                          | (0:0) |                                                       | Stadion Wojska Polskiego, Warszawa Widzów: 28 953 Sędzia: Bartosz Frankowski (Toruń) |
| 18:00            | Moulin 42' · Hloušek 43' | (0:0) | 23' Maloča · 33' Sławczew · 51' Haraslín · 68' Peszko | Stadion Wojska Polskiego, Warszawa Widzów: 28 953 Sędzia: Bartosz Frankowski (Toruń) |

### Puchar Polski
| 1/16 finału 10 sierpnia 2016 | Górnik Zabrze                    | 3:2 (pd.)       | Legia Warszawa                                      |                                                                       |
| 20:30                        | Kopacz 54', 105' · Kurzawa 61'   | (0:2, 2:2, 3:2) | 37' Hämäläinen · 39' Nikolić                        | Arena Zabrze, Zabrze Widzów: 16 542 Sędzia: Sebastian Krasny (Kraków) |
| 20:30                        | Ambroszewicz 15' · Kasprzik 109' | (0:2, 2:2, 3:2) | 83' Odjidja-Ofoe · 88' Aleksandrow · 119' Jodłowiec | Arena Zabrze, Zabrze Widzów: 16 542 Sędzia: Sebastian Krasny (Kraków) |

### Liga Mistrzów

#### II runda kwalifikacyjna
| 12 lipca 2016 | Zrinjski Mostar                                                     | 1:1   | Legia Warszawa               |                                                                             |
| 18:30         | Katanec 57'                                                         | (0:0) | 49' Nikolić                  | Stadion pod Bijelim brijegom, Mostar Widzów: 4500 Sędzia: Carlos Clos Gómez |
| 18:30         | Stojkić 32' · Todorović 37' · Bilbija 40' · Katanec 61' · Tomić 81' | (0:0) | 44' Jodłowiec · 90+4' Moulin | Stadion pod Bijelim brijegom, Mostar Widzów: 4500 Sędzia: Carlos Clos Gómez |

| 19 lipca 2016 | Legia Warszawa        | 2:0   | Zrinjski Mostar |                                                                             |
| 20:45         | Nikolić 28' (k.), 62' | (1:0) |                 | Stadion Wojska Polskiego, Warszawa Widzów: 12 784 Sędzia: Nicolas Rainville |
| 20:45         | Lewczuk 70'           | (1:0) | 28' Bilbija     | Stadion Wojska Polskiego, Warszawa Widzów: 12 784 Sędzia: Nicolas Rainville |

Legia wygrała 3:1 w dwumeczu.

#### III runda kwalifikacyjna
| 27 lipca 2016 | AS Trenczyn         | 0:1   | Legia Warszawa |                                                                   |
| 20:30         |                     | (0:0) | 69' Nikolić    | Štadión pod Dubňom, Żylina Widzów: 5866 Sędzia: Alaksiej Kulbakou |
| 20:30         | Bero 33' · Kalu 74' | (0:0) | 24' Kopczyński | Štadión pod Dubňom, Żylina Widzów: 5866 Sędzia: Alaksiej Kulbakou |

| 3 sierpnia 2016 | Legia Warszawa | 0:0   | AS Trenczyn              |                                                                                 |
| 20:45           |                | (0:0) |                          | Stadion Wojska Polskiego, Warszawa Widzów: 21 850 Sędzia: Władisław Biezborodow |
| 20:45           | Prijović 79'   | (0:0) | 90+4' Bero · 90+5' Šulek | Stadion Wojska Polskiego, Warszawa Widzów: 21 850 Sędzia: Władisław Biezborodow |

Legia wygrała 1:0 w dwumeczu.

#### Runda play-off
| 17 sierpnia 2016 | Dundalk F.C.              | 0:2   | Legia Warszawa                    |                                                               |
| 20:45            |                           | (0:0) | 56' (k.) Nikolić · 90+4' Prijović | Tallaght Stadium, Dublin Widzów: 30 417 Sędzia: Deniz Aytekin |
| 20:45            | O’Donnell 20' · Boyle 55' | (0:0) | 44' Odjidja-Ofoe · 69' Hloušek    | Tallaght Stadium, Dublin Widzów: 30 417 Sędzia: Deniz Aytekin |

| 23 sierpnia 2016 | Legia Warszawa                                        | 1:1   | Dundalk F.C. |                                                                             |
| 20:45            | Kucharczyk 90+2'                                      | (0:1) | 19' Benson   | Stadion Wojska Polskiego, Warszawa Widzów: 29 066 Sędzia: Svein Oddvar Moen |
| 20:45            | Odjidja-Ofoe 7' · Hloušek 57', 67' · Kucharczyk 90+2' | (0:1) | 73' Benson   | Stadion Wojska Polskiego, Warszawa Widzów: 29 066 Sędzia: Svein Oddvar Moen |

Legia wygrała 3:1 w dwumeczu.

#### Faza grupowa
| Lp. | Drużyna               | M | Z | R | P | B+ | B- | +/– | Pkt | Kwalifikacja                  |  | BOR | RMA | LEG | SPO |
| --- | --------------------- | - | - | - | - | -- | -- | --- | --- | ----------------------------- |  | --- | --- | --- | --- |
| 1   | Borussia Dortmund (A) | 6 | 4 | 2 | 0 | 21 | 9  | +12 | 14  | Awans do fazy pucharowej      |  | —   | 2:2 | 8:4 | 1:0 |
| 2   | Real Madryt (A)       | 6 | 3 | 3 | 0 | 16 | 10 | +6  | 12  | Awans do fazy pucharowej      |  | 2:2 | —   | 5:1 | 2:1 |
| 3   | Legia Warszawa        | 6 | 1 | 1 | 4 | 9  | 24 | −15 | 4   | Przejście do Ligi Europy UEFA |  | 0:6 | 3:3 | —   | 1:0 |
| 4   | Sporting CP           | 6 | 1 | 0 | 5 | 5  | 8  | −3  | 3   |                               |  | 1:2 | 1:2 | 2:0 | —   |

| 114 września 2016 | Legia Warszawa                               | 0:6   | Borussia Dortmund                                                                        |                                                                             |
| 20:45             |                                              | (0:3) | 7' Götze · 15' Papastatopulos · 17' Bartra · 51' Guerreiro · 76' Castro · 87' Aubameyang | Stadion Wojska Polskiego, Warszawa Widzów: 27 304 Sędzia: Siergiej Karasiow |
| 20:45             | Malarz 16' · Guilherme 30' · Bereszyński 61' | (0:3) | 74' Götze                                                                                | Stadion Wojska Polskiego, Warszawa Widzów: 27 304 Sędzia: Siergiej Karasiow |

| 227 września 2016 | Sporting CP                                      | 2:0   | Legia Warszawa |                                                                      |
| 20:45             | Ruiz 28' · Dost 37'                              | (2:0) |                | Estádio José Alvalade, Lizbona Widzów: 40 094 Sędzia: Michael Oliver |
| 20:45             | 39' Guilherme · 86' Bereszyński · 87' Rzeźniczak | (2:0) |                | Estádio José Alvalade, Lizbona Widzów: 40 094 Sędzia: Michael Oliver |

| 318 października 2016 | Real Madryt                                                              | 5:1   | Legia Warszawa           |                                                                       |
| 20:45                 | Bale 16' · Jodłowiec 20' (sam.) · Asensio 37' · Vázquez 68' · Morata 84' | (3:1) | 22' (k.) Radović         | Estadio Santiago Bernabéu, Madryt Widzów: 70 251 Sędzia: Ruddy Buquet |
| 20:45                 | Ronaldo 63'                                                              | (3:1) | 51' Moulin · 62' Radović | Estadio Santiago Bernabéu, Madryt Widzów: 70 251 Sędzia: Ruddy Buquet |

| 42 listopada 2016 | Legia Warszawa                              | 3:3   | Real Madryt                         |                                                                     |
| 20:45             | Odjidja-Ofoe 40' · Radović 58' · Moulin 83' | (1:2) | 1' Bale · 35' Benzema · 85' Kovačić | Stadion Wojska Polskiego, Warszawa Widzów: 0 Sędzia: Pavel Královec |

| 522 listopada 2016 | Borussia Dortmund                                                                                  | 8:4   | Legia Warszawa                                   |                                                                         |
| 20:45              | Kagawa 17', 18' · Şahin 20' · Dembélé 29' · Reus 32', 52' · Passlack 81' · Rzeźniczak 90+2' (sam.) | (5:2) | 10', 24' Prijović · 57' Kucharczyk · 83' Nikolić | Signal Iduna Park, Dortmund Widzów: 55 094 Sędzia: Martin Strömbergsson |
| 20:45              | Ginter 88'                                                                                         | (5:2) | 61' Odjidja-Ofoe · 63' Pazdan                    | Signal Iduna Park, Dortmund Widzów: 55 094 Sędzia: Martin Strömbergsson |

| 67 grudnia 2016 | Legia Warszawa                                                                | 1:0   | Sporting CP                   |                                                                           |
| 20:45           | Guilherme 30'                                                                 | (1:0) |                               | Stadion Wojska Polskiego, Warszawa Widzów: 28 232 Sędzia: Gianluca Rocchi |
| 20:45           | Kopczyński 36' · Rzeźniczak 74' · Odjidja-Ofoe 75' · Radović 79' · Pazdan 81' | (1:0) | 56' Silva · 81', 85' Carvalho | Stadion Wojska Polskiego, Warszawa Widzów: 28 232 Sędzia: Gianluca Rocchi |

### Liga Europy

#### 1/16 finału
| 16 lutego 2017 | Legia Warszawa         | 0:0   | Ajax                         |                                                                                    |
| 21:05          |                        | (0:0) |                              | Stadion Wojska Polskiego, Warszawa Widzów: 28 742 Sędzia: David Fernández Borbalán |
| 21:05          | Broź 63' · Radović 70' | (0:0) | 71', 84' Tete · 84' Klaassen | Stadion Wojska Polskiego, Warszawa Widzów: 28 742 Sędzia: David Fernández Borbalán |

| 23 lutego 2017 | Ajax                                                 | 1:0   | Legia Warszawa |                                                                  |
| 19:00          | Viergever 49'                                        | (0:0) |                | Amsterdam ArenA, Amsterdam Widzów: 52 285 Sędzia: Anthony Taylor |
| 19:00          | Sánchez 71' · Traoré 75' · Veltman 86' · Onana 90+4' | (0:0) |                | Amsterdam ArenA, Amsterdam Widzów: 52 285 Sędzia: Anthony Taylor |

Ajax wygrał 1:0 w dwumeczu.

## Statystyki

### Występy
| 1                                  | BR | Arkadiusz Malarz    | 36     | 0  | 1    | 0 | 0    | 0 | 11    | 0 | 2    | 0 | 50     | 0  | 4  | 0 |
| 2                                  | OB | Michał Pazdan       | 28     | 0  | 0    | 0 | 0    | 0 | 8     | 0 | 2    | 0 | 38     | 0  | 7  | 1 |
| 3                                  | PO | Tomasz Jodłowiec    | 23(10) | 1  | 0    | 0 | 1    | 0 | 11(2) | 0 | 2    | 0 | 37(12) | 1  | 2  | 0 |
| 4                                  | OB | Jakub Czerwiński    | 8(1)   | 1  | 0    | 0 | 0    | 0 | 4     | 0 | 0    | 0 | 12(1)  | 1  | 2  | 0 |
| 5                                  | OB | Maciej Dąbrowski    | 18     | 2  | 0    | 0 | 1    | 0 | 2(1)  | 0 | 2    | 0 | 23(1)  | 2  | 1  | 0 |
| 6                                  | PO | Guilherme           | 29(2)  | 5  | 1    | 1 | 0    | 0 | 9(1)  | 1 | 2(1) | 0 | 41(4)  | 7  | 12 | 0 |
| 8                                  | PO | Vadis Odjidja-Ofoe  | 30(2)  | 4  | 0    | 0 | 1    | 0 | 8(1)  | 1 | 2    | 0 | 41(3)  | 5  | 12 | 1 |
| 9                                  | PO | Waleri Kazaiszwili  | 12(8)  | 1  | 0    | 0 | 0    | 0 | 2(1)  | 0 | 2    | 0 | 16(9)  | 1  | 0  | 0 |
| 12                                 | NA | Sadam Sulley        | 0      | 0  | 0    | 0 | 0    | 0 | 0     | 0 | 0    | 0 | 0      | 0  | 0  | 0 |
| 14                                 | OB | Adam Hloušek        | 31     | 0  | 1    | 0 | 0    | 0 | 9     | 0 | 2    | 0 | 43     | 0  | 6  | 1 |
| 15                                 | PO | Michał Kopczyński   | 31(6)  | 0  | 0    | 0 | 0    | 0 | 9(4)  | 0 | 2    | 0 | 42(10) | 0  | 6  | 0 |
| 18                                 | PO | Michał Kucharczyk   | 21(11) | 6  | 1    | 0 | 1(1) | 0 | 10(3) | 2 | 2(1) | 0 | 35(16) | 8  | 1  | 0 |
| 21                                 | PO | Dominik Nagy        | 12(5)  | 4  | –    | – | –    | – | –     | – | 0    | 0 | 12(5)  | 4  | 1  | 0 |
| 22                                 | PO | Kasper Hämäläinen   | 31(17) | 7  | 0    | 0 | 1    | 1 | 3(3)  | 0 | 1(1) | 0 | 36(21) | 8  | 1  | 0 |
| 23                                 | OB | Mateusz Hołownia    | 0      | 0  | –    | – | –    | – | –     | – | 0    | 0 | 0      | 0  | 0  | 0 |
| 24                                 | NA | Tomáš Necid         | 6(1)   | 1  | –    | – | –    | – | –     | – | 2(1) | 0 | 8(2)   | 1  | 0  | 0 |
| 25                                 | OB | Jakub Rzeźniczak    | 18(3)  | 0  | 1    | 0 | 1    | 0 | 6     | 0 | 0    | 0 | 26(3)  | 0  | 4  | 0 |
| 26                                 | NA | Sandro Kulenović    | 0      | 0  | 0    | 0 | 0    | 0 | 0     | 0 | 0    | 0 | 0      | 0  | 0  | 0 |
| 27                                 | NA | Daniel Chima        | 2(2)   | 0  | –    | – | –    | – | –     | – | 1(1) | 0 | 3(3)   | 0  | 0  | 0 |
| 28                                 | OB | Łukasz Broź         | 13(2)  | 0  | 1    | 0 | 0    | 0 | 6(2)  | 0 | 2    | 0 | 22(4)  | 0  | 6  | 0 |
| 30                                 | BR | Radosław Majecki    | 0      | 0  | 0    | 0 | 0    | 0 | 0     | 0 | 0    | 0 | 0      | 0  | 0  | 0 |
| 32                                 | PO | Miroslav Radović    | 28     | 11 | 0    | 0 | 0    | 0 | 6(1)  | 2 | 1    | 0 | 35(1)  | 13 | 8  | 1 |
| 33                                 | BR | Radosław Cierzniak  | 1      | 0  | 0    | 0 | 0    | 0 | 2(1)  | 0 | 0    | 0 | 3(1)   | 0  | 0  | 0 |
| 34                                 | NA | Vamara Sanogo       | 0      | 0  | –    | – | –    | – | –     | – | 0    | 0 | 0      | 0  | 0  | 0 |
| 42                                 | PO | Bartłomiej Urbański | 0      | 0  | –    | – | –    | – | –     | – | 0    | 0 | 0      | 0  | 0  | 0 |
| 47                                 | OB | Rafał Makowski      | 0      | 0  | –    | – | –    | – | –     | – | 0    | 0 | 0      | 0  | 0  | 0 |
| 53                                 | PO | Sebastian Szymański | 9(8)   | 1  | 1(1) | 0 | 0    | 0 | 0     | 0 | 0    | 0 | 10(9)  | 1  | 0  | 0 |
| 55                                 | OB | Artur Jędrzejczyk   | 16     | 1  | –    | – | –    | – | –     | – | –    | – | 16     | 1  | 4  | 0 |
| 75                                 | PO | Thibault Moulin     | 32(2)  | 2  | 0    | 0 | 1(1) | 0 | 11    | 1 | 1(1) | 0 | 45(4)  | 3  | 6  | 0 |
| 98                                 | PO | Alban Sulejmani     | 0      | 0  | –    | – | –    | – | –     | – | 0    | 0 | 0      | 0  | 0  | 0 |
| Byli zawodnicy lub na wypożyczeniu |    |                     |        |    |      |   |      |   |       |   |      |   |        |    |    |   |
| 4                                  | OB | Igor Lewczuk        | 5      | 1  | 1    | 0 | 1    | 0 | 6     | 0 | –    | – | 13     | 1  | 3  | 0 |
| 7                                  | PO | Steeven Langil      | 6(3)   | 1  | 0    | 0 | 1    | 0 | 5     | 0 | 0    | 0 | 12(3)  | 1  | 0  | 0 |
| 8                                  | PO | Ondrej Duda         | 1(1)   | 0  | 0    | 0 | 0    | 0 | 1     | 0 | –    | – | 2(1)   | 0  | 1  | 0 |
| 11                                 | NA | Nemanja Nikolić     | 19(4)  | 12 | 0    | 0 | 1    | 1 | 11(3) | 6 | –    | – | 31(7)  | 19 | 2  | 0 |
| 13                                 | PO | Jakub Kosecki       | 2(1)   | 0  | 0    | 0 | 0    | 0 | 0     | 0 | –    | – | 2(1)   | 0  | 1  | 0 |
| 16                                 | PO | Michał Masłowski    | 0      | 0  | 1    | 0 | 0    | 0 | 0     | 0 | –    | – | 1      | 0  | 0  | 0 |
| 17                                 | OB | Tomasz Brzyski      | 3(1)   | 0  | 1(1) | 0 | 1    | 0 | 2(1)  | 0 | –    | – | 7(3)   | 0  | 0  | 0 |
| 19                                 | OB | Bartosz Bereszyński | 11     | 0  | 1(1) | 0 | 0    | 0 | 8(1)  | 0 | –    | – | 20(2)  | 0  | 6  | 0 |
| 20                                 | NA | Jarosław Niezgoda   | 1      | 0  | 0    | 0 | 0    | 0 | 0     | 0 | –    | – | 1      | 0  | 0  | 0 |
| 23                                 | PO | Stojan Vranješ      | 1      | 0  | 1(1) | 0 | 0    | 0 | 0     | 0 | –    | – | 2(1)   | 0  | 0  | 0 |
| 29                                 | BR | Jakub Szumski       | 0      | 0  | 0    | 0 | 0    | 0 | 0     | 0 | –    | – | 0      | 0  | 0  | 0 |
| 45                                 | NA | Adam Ryczkowski     | 0      | 0  | 0    | 0 | 0    | 0 | 0     | 0 | 0    | 0 | 0      | 0  | 0  | 0 |
| 52                                 | OB | Mateusz Wieteska    | 2(1)   | 0  | 0    | 0 | 0    | 0 | 1(1)  | 0 | 0    | 0 | 3(2)   | 0  | 0  | 0 |
| 57                                 | PO | Konrad Michalak     | 1      | 0  | 0    | 0 | 0    | 0 | 0     | 0 | –    | – | 1      | 0  | 0  | 0 |
| 77                                 | PO | Michaił Aleksandrow | 7(4)   | 1  | 1    | 0 | 1    | 0 | 7(5)  | 0 | 0    | 0 | 16(9)  | 1  | 1  | 1 |
| 99                                 | NA | Aleksandar Prijović | 14(5)  | 5  | 1    | 0 | 1(1) | 0 | 9(5)  | 3 | –    | – | 25(11) | 8  | 1  | 0 |

### Strzelcy
Lista jest uporządkowana według numeru na koszulce, gdy liczba goli jest taka sama.
| M  | Poz.            | Nr              | Piłkarz             | Liga | Superpuchar | Puchar | Liga Mistrzów | Liga Europy | Ogólnie |
| -- | --------------- | --------------- | ------------------- | ---- | ----------- | ------ | ------------- | ----------- | ------- |
| 1  | NA              | (11)            | Nemanja Nikolić     | 12   | 0           | 1      | 6             | –           | 19      |
| 2  | PO              | 32              | Miroslav Radović    | 11   | 0           | 0      | 2             | 0           | 13      |
| 3  | PO              | 18              | Michał Kucharczyk   | 6    | 0           | 0      | 2             | 0           | 8       |
| 3  | PO              | 22              | Kasper Hämäläinen   | 7    | 0           | 1      | 0             | 0           | 8       |
| 3  | NA              | (99)            | Aleksandar Prijović | 5    | 0           | 0      | 3             | –           | 8       |
| 6  | PO              | 6               | Guilherme           | 5    | 1           | 0      | 1             | 0           | 7       |
| 7  | PO              | 8               | Vadis Odjidja-Ofoe  | 4    | 0           | 0      | 1             | 0           | 5       |
| 8  | PO              | 21              | Dominik Nagy        | 4    | –           | –      | –             | 0           | 4       |
| 9  | PO              | 75              | Thibault Moulin     | 2    | 0           | 0      | 1             | 0           | 3       |
| 9  | Gole samobójcze | Gole samobójcze | Gole samobójcze     | 3    | 0           | 0      | 0             | 0           | 3       |
| 11 | OB              | 5               | Maciej Dąbrowski    | 2    | 0           | 0      | 0             | 0           | 2       |
| 12 | PO              | 3               | Tomasz Jodłowiec    | 1    | 0           | 0      | 0             | 0           | 1       |
| 12 | OB              | (4)             | Igor Lewczuk        | 1    | 0           | 0      | 0             | –           | 1       |
| 12 | OB              | 4               | Jakub Czerwiński    | 1    | 0           | 0      | 0             | 0           | 1       |
| 12 | PO              | (7)             | Steeven Langil      | 1    | 0           | 0      | 0             | –           | 1       |
| 12 | PO              | 9               | Waleri Kazaiszwili  | 1    | –           | –      | 0             | 0           | 1       |
| 12 | NA              | 24              | Tomáš Necid         | 1    | –           | –      | –             | 0           | 1       |
| 12 | PO              | 53              | Sebastian Szymański | 1    | 0           | 0      | 0             | 0           | 1       |
| 12 | OB              | 55              | Artur Jędrzejczyk   | 1    | –           | –      | –             | –           | 1       |
| 12 | PO              | (77)            | Michaił Aleksandrow | 1    | 0           | 0      | 0             | 0           | 1       |

#### Hat tricki
| Lp. | Gracz           | Spotkanie                      | Rezultat | Rozgrywki   | Kolejka/Runda | Data            |
| --- | --------------- | ------------------------------ | -------- | ----------- | ------------- | --------------- |
| 1.  | Nemanja Nikolić | Legia Warszawa – Górnik Łęczna | 5:0      | Ekstraklasa | 20.           | 18 grudnia 2016 |